# Kapitein Kennit
Kapitein Kennit is een personage uit De boeken van de Levende Schepen van de schrijfster Robin Hobb.

## Jeugd
Hij is een bastaardzoon van de vaardersfamilie Ludluk. Hij en zijn vader waren samen met hun levende schip Paragon gevangengenomen. Kennit leefde toen als scheepsjongen tot hij Igrot, de piraat die zijn vader vermoordde, zelf doodde. Kennit gaf het schip de opdracht zich te laten zinken, wat het schip uit liefde voor Kennit ook deed. Toch ging het schip drijven en keerde terug naar zijn thuishaven Beijerstad, waar het schip op het strand werd gehesen en vastgezet.

## Koning van de Pirateneilanden
De volwassen Kennit wilde de Pirateneilanden samenvoegen tot een rijk onder zijn koningschap. Dit deed hij door slavenschepen te overvallen en de slaven te bevrijden. Deze slaven waren zeer loyaal aan Kennit en deden wat hij vroeg. Zijn ambities leverden Kennit een aantal vijanden op. Tijdens een bezoek aan een bordeel in Deeldorp (Divvytown) werd er een aanslag op hem gepleegd, die hij kon weerstaan. Hij kreeg daarbij hulp van de hoer Etta, die hij altijd bezocht als hij in Deeldorp was. Onder de omstandigheden was het voor hem handig om haar mee te nemen op zijn schip. Zij hield van hem en werd na enige tijd zijn levensgezellin.

## Verovering van Vivacia
Kennit wilde een Levend Schip in handen krijgen, want er is geen schip sneller. Na enkele mislukte pogingen kreeg hij het levende schip Vivacia in handen. Zij was omgebouwd tot slavenschip. Op dit schip was muiterij uitgebroken, nadat Wintrow Vestrit, de zoon van de kapitein, enkele slaven had vrijgelaten.
Kapitein Kennit verloor enige tijd daarna zijn been aan een zeeslang. De wond genas niet en dreigde de steeds verder verzwakkende Kennit fataal te worden. Ondanks aandringen van Etta om nog een stuk van het been af te hakken liet Kennit zich pas in een erg laat stadium door Wintrow behandelen. Toen dat eenmaal gebeurd was genas hij.

## De dood van Kennit
Ondertussen probeerde Althea Vestrit, de eigenaresse van de Vivacia, haar schip terug te veroveren met de hulp van Paragon. Dit lukt uiteindelijk, waarna Kennit sterft in de armen van Paragon. Aangezien Paragon nog niet geheel voltooid was, en hij al een gedeelte (pijnlijke) herinneringen van Kennit had overgenomen, was het noodzakelijk dat Kennit aan boord bij Paragon zou sterven. Hierdoor wordt zowel Kennit als Paragon compleet.

## Kennits erfenis
Na zijn dood ging het bevel van Kennits piratenvloot over op Wintrow. Met de Satraap van Jamaillia werd een verdrag gesloten waarin de Pirateneilanden erkend werden als zelfstandig koninkrijk. Etta, die zwanger was van Kennit, werd koningin van de Pirateneilanden, met Wintrow aan haar zijde, als regente voor haar ongeboren zoon.